# Kabah
Kabah è un importante sito archeologico maya situato in Messico, nella penisola dello Yucatán. Fu dichiarato parco statale dello Yucatán nel 1933.
È il secondo sito più importante della regione Puuc dopo Uxmal, a cui è collegata da un grande sacbé, la tradizionale "strada bianca" dei maya, alle due estremità della quale si trova un arco monumentale.
Il sito si trova sulla strada statale, 140 km al sud della capitale Mérida vicino alla città di Ticul ed è una destinazione turistica molto popolare. Forma parte del circuito della "Rotta Puuc". Le rovine si estendono su entrambi i lati strada, su di un'area molto vasta. Molte delle strutture sono poco visitate o sono coperte dalla giungla. Nel 2003 era operativo un programma per pulire e restaurare più edifici e per effettuare scavi archeologici sotto la direzione dell'archeologo Ramón Carrasco.

## Storia
L'area era già abitata intorno alla metà del III secolo a.C. La maggior parte degli elementi architettonici del sito fu edificata tra il VII e l'XI secolo d.C. In uno degli architravi sopra la porta di un edificio si trova incisa la data 879, probabilmente tra gli anni d'oro della città. Un'altra data inscritta, 987, è una delle ultime in stile classico maya. Kabah fu abbandonata o perlomeno non si costruirono più centri cerimoniali, vari secoli prima che arrivassero i conquistadores spagnoli nello Yucatan. 
Il primo rapporto dettagliato sul sito fu pubblicato da John Lloyd Stephens e Frederick Catherwood nel 1843.

## Descrizione
La città di Kabáh è già menzionata nel Chiam Balam de Chumayel e il suo nome sta a significare il signore dalla mano forte e poderosa. Si pensa che questo nome sia associato con la rappresentazione che c'è sull'entrata, dove una scultura rappresenta un uomo che sostiene con la sua mano un serpente. Teoberto Maler la chiamò Kabahaucan.
Occupa una estensione di 1,2 km²; con una longitudine da nord a sud di 1 km e 1,2 km da est a ovest. Questa area è quella che è stata studiata in questo complesso archeologico. Si pensa che i colli che ci sono intorno alla stessa sono costruzioni che tuttavia non sono state scavate. 
La città si estende intorno ad un asse che va da nord a sud e i suoi edifici sono collegati mediante carreggiate e viali. Uno di questi viali, di maggiore dimensione è quello che esce dall'arco di trionfo e arriva a Uxmal, che si trova 37 km a nord. Gli edifici si aggruppano in gruppi di edifici situati uno a est e l'altro a ovest del asse principale.
L'inesistenza delle sorgenti di acqua obbligava all'utilizzo di cisterne per la raccolta dell'acqua piovana.
Nel insieme di edificazioni a ovest, conosciuto come Gruppo di Ponente, è dove l'investigatore Stephens trovò l'architrave di legno che attirò la sua attenzione per la qualità dell'esecuzione. Questo oggetto fu portato negli Stati Uniti e si perdette in un incendio. Lo stato attuale delle costruzioni è di deterioramento. Sulle pareti di questi edifici ci sono pitture realizzate con impronte di mani di colore rosso. Per questo motivo questo gruppo riceve in lingua maya il nome Dzalkabilkik che vuol dire "luogo delle mani di sangue".
Gli edifici più significativi del sito sono:

### Il Palazzo

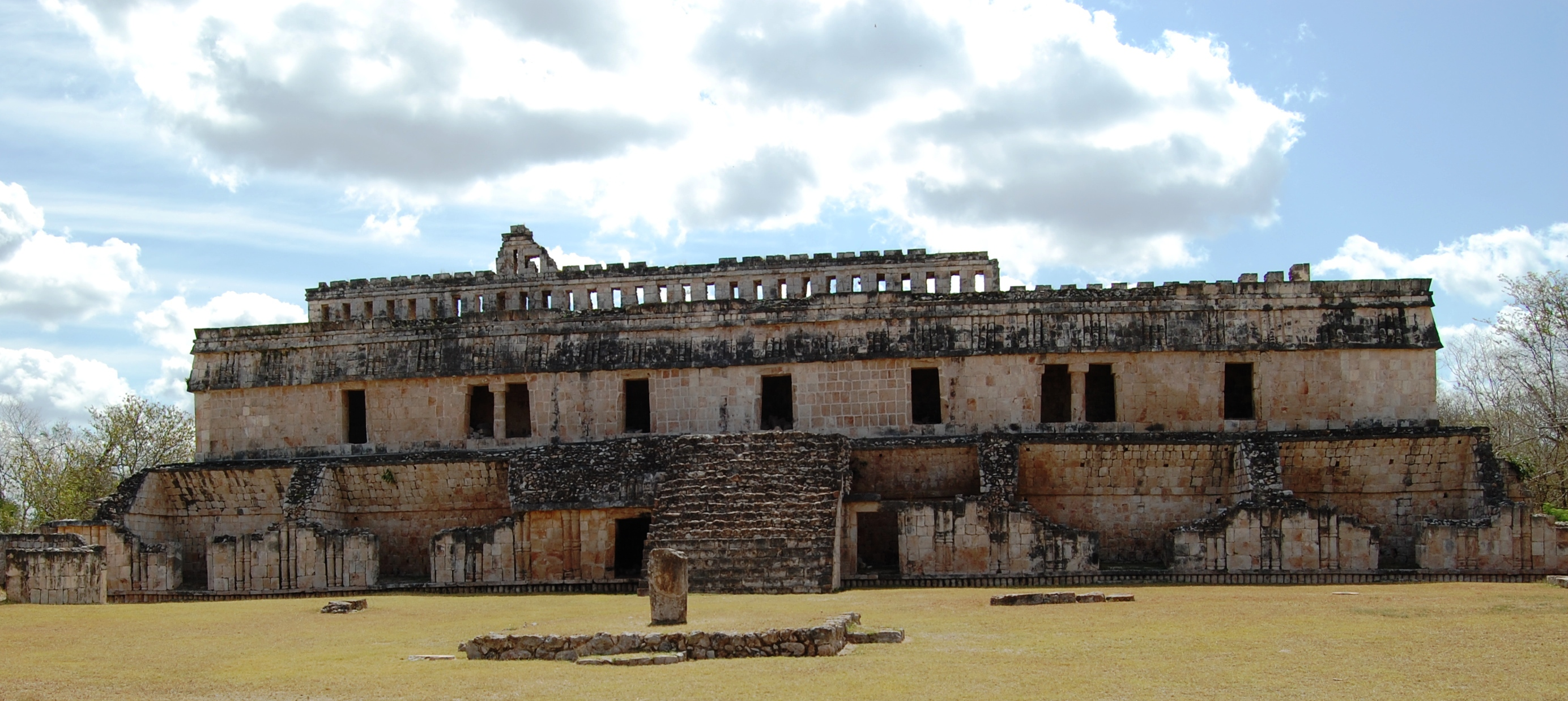
El Palacio

El Palacio, detto anche Teocalli, è  l'edificio più grande del sito, mirabile esempio di stile Puuc. Sorge su una piattaforma sopraelevata, collegata allo spiazzo sottostante da una scalinata centrale, e comprende numerose stanze distribuite su due piani. La facciata del secondo livello presenta numerosi ingressi di differente ampiezza, alcuni dei quali divisi da colonne. 

A fianco del Palacio un edificio con due scalinate, una rivolta a nord e l'altra a ovest,  unisce El Palacio al Tempio delle Maschere.

### Il Tempio delle Maschere

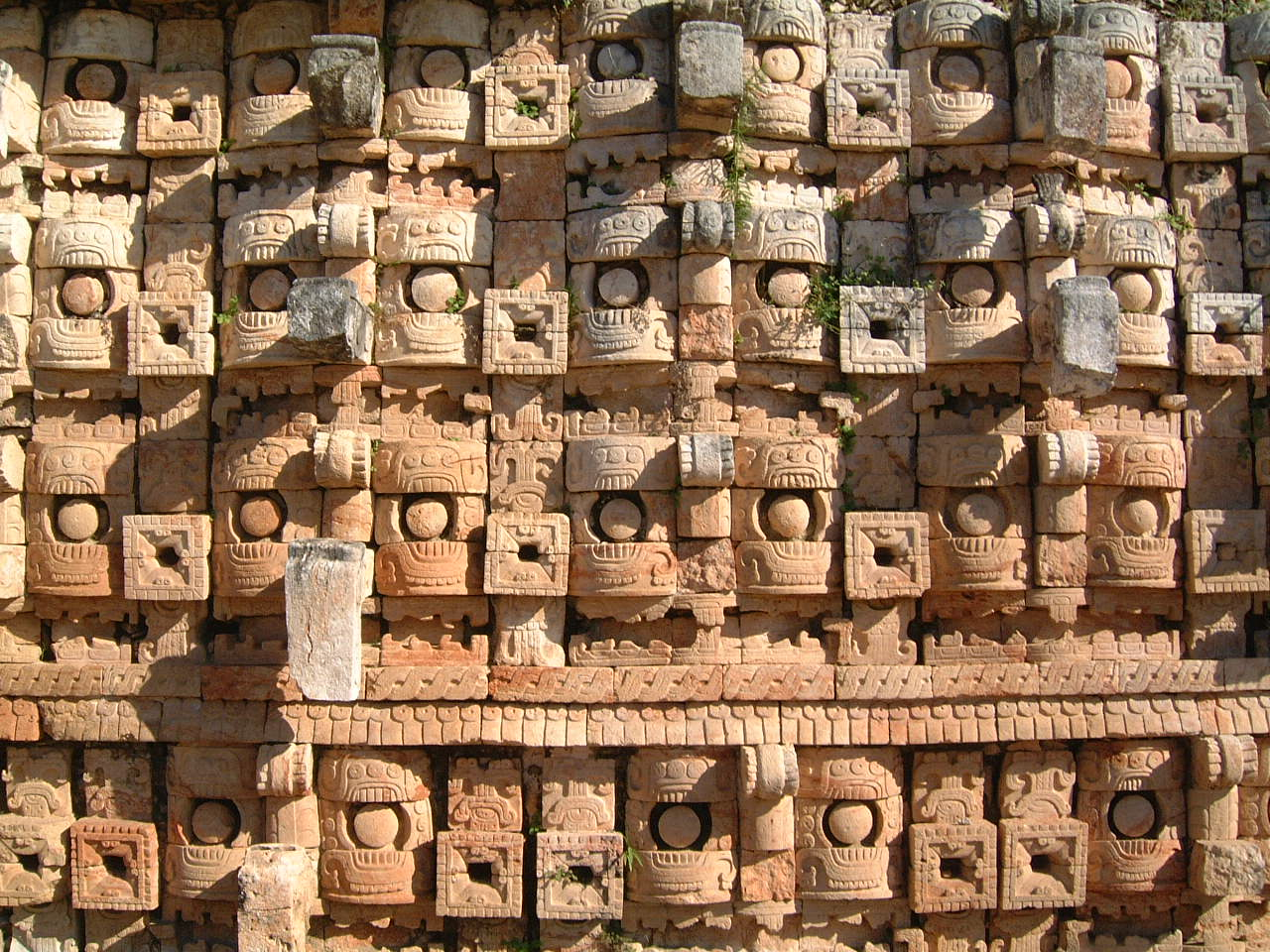
Dettaglio della decorazione del Codz Poop

Nello spazio antistante si trova un altare recante iscrizioni glifiche.
Il Tempio de los Mascarones, noto anche come Codz Poop (letteralmente stuoia arrotolata), è indubbiamente l'edificio più significativo di Kabáh. Sorge su una piattaforma alta circa 5 metri. La facciata ovest è riccamente decorata da oltre 250 riproduzioni della maschera di Chaac, il dio della pioggia, cui si interponono motivi geometrici.

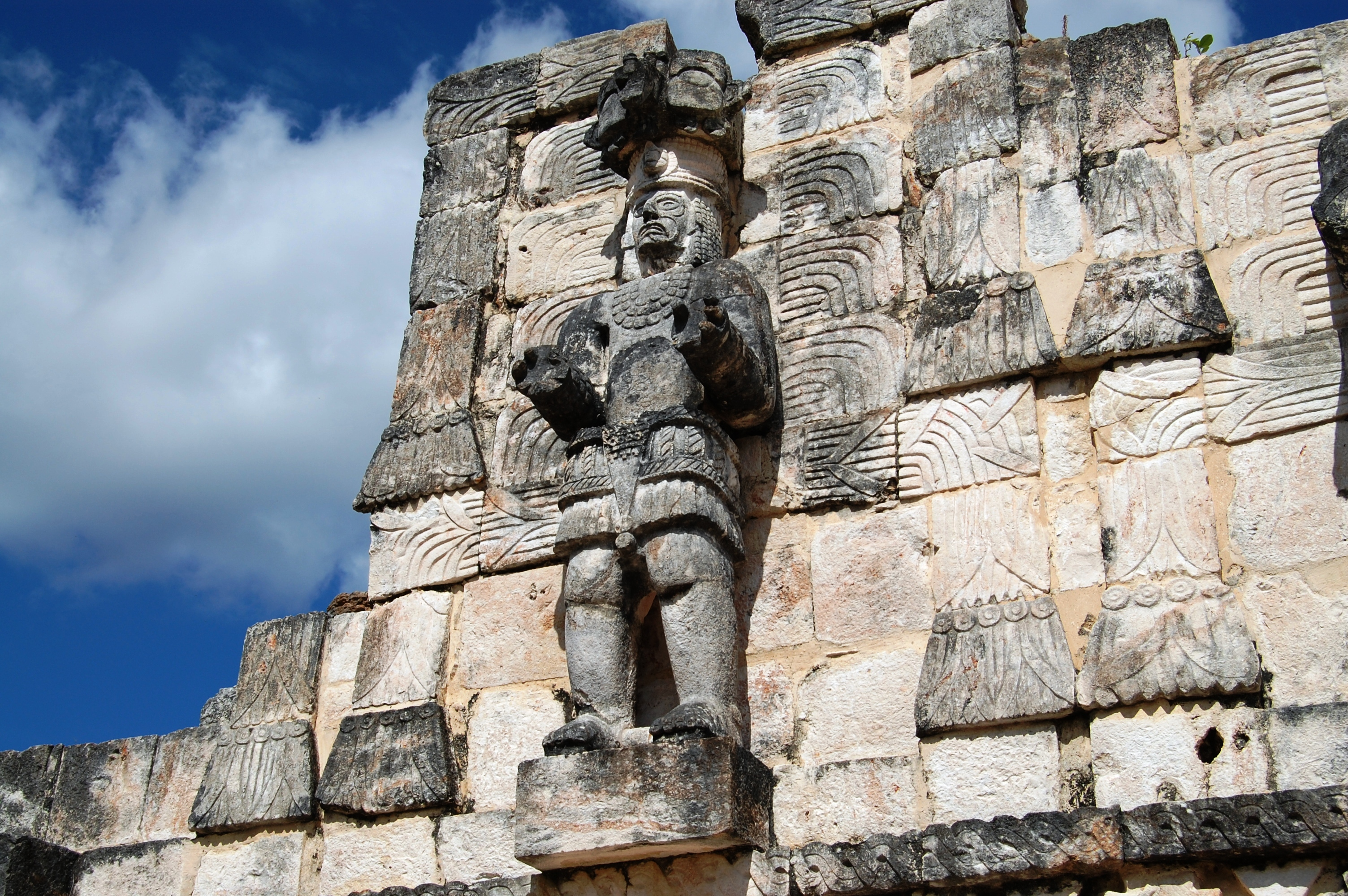

Nella facciata occidentale del Codz Poop si trova una non comune rappresentazione tridimensionale di una figura maschile, un uomo muscoloso, con le braccia protese in avanti, con un ricco copricapo arabescato, probabilmente un sovrano.

### L'Arco Trionfale

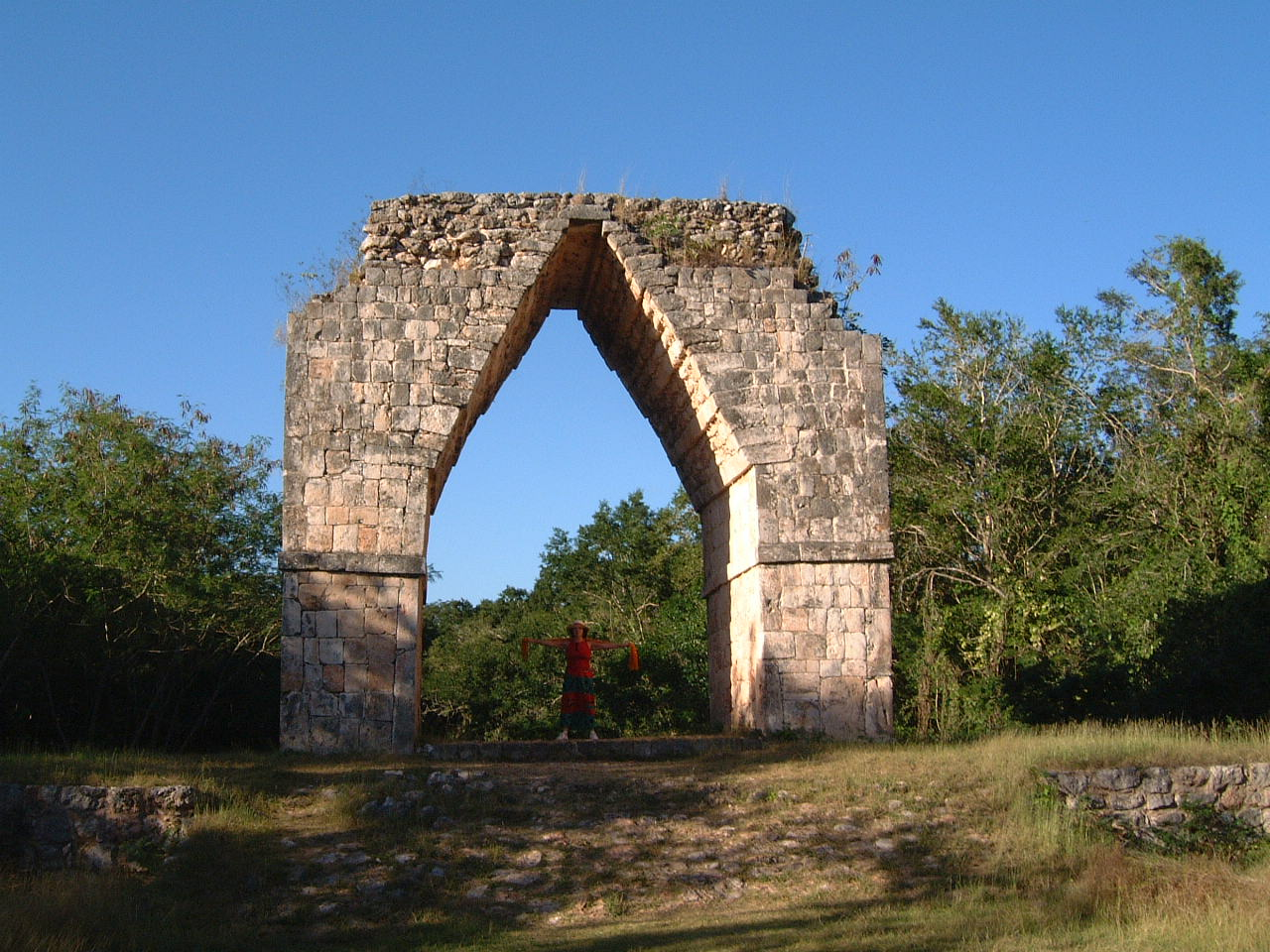
Arco al finale del sacbé.

In prossimità del centro della città sorge un arco monumentale che segna l'ingresso al sacbé, la grande strada bianca che collega Kabáh con Uxmal. Praticamente disadorno, presenta solo due targhe nel centro. La parte inferiore dello stesso era dipinta di rosso (ci sono ancora resti di pittura nella parte ovest). Fu ricostruito negli anni cinquanta del ventesimo secolo dall'archeologo messicano Ponciano Salazar.

### La Gran Piramide
Edificata su un piccolo altipiano. L'utilizzo di questa altezza si completò con il terreno di riporto necessario che servì per costruirvi sopra una struttura con varie terrazze. Ci sono resti di una scalinata, sul lato sud, e di alcuni nuclei abitativi.